# Сент Огистен де Демор (Квебек)
Сент Огистен де Демор (фр. Saint-Augustin-de-Desmaures) је град у Канади у покрајини Квебек. Према резултатима пописа 2011. у граду је живело 18.141 становника.

## Становништво
Према резултатима пописа становништва из 2011. у граду је живело 18.141 становника, што је за 5,0% више у односу на попис из 2006. када је регистровано 17.281 житеља.
| 2006.  | 2011.  |
| ------ | ------ |
| 17.281 | 18.141 |